# Адела Сікорова
Адела Сікорова  (чеськ. Adéla Sýkorová, 5 лютого 1987) — чеська стрільчиня, олімпійська медалістка.

## Виступи на Олімпіадах
| Олімпіада   | Дисципліна                                     | Місце |
| ----------- | ---------------------------------------------- | ----- |
| Пекін 2008  | дрібнокаліберна гвинтівка, 50 м, три положення | 19    |
| Лондон 2012 | пневматична гвинтівка, 10 м                    | 31    |
| Лондон 2012 | дрібнокаліберна гвинтівка, 50 м, три положення | 3     |
| Ріо 2016    | пневматична гвинтівка, 10 м                    | 32    |
| Ріо 2016    | дрібнокаліберна гвинтівка, 50 м, три положення | 7     |